# Marjanne Sint
Marjanne Sint (Amsterdam, 24 juli 1949) is een Nederlands bestuurder en voormalig politica. Ze was voorzitter van de Partij van de Arbeid tot begin jaren 90.

## Loopbaan
De econome Sint had een carrière als beleidsmedewerker op ministeries, als redacteur en hoofdredacteur bij Intermediair en als manager bij uitgever VNU achter de rug, toen ze op 2 april 1987 voorzitter van de PvdA werd. Ze was daarvoor al lid van het partijbestuur van de sociaaldemocraten. Het was een roerige periode in de PvdA, waarin de linker- en rechtervleugel soms lijnrecht tegenover elkaar stonden. De PvdA was tijdens het kabinet-Lubbers II oppositiepartij en stapte onder leiding van Wim Kok in 1989 in het kabinet-Lubbers III.
Verlies van de PvdA bij de gemeenteraadsverkiezingen van 1990 en de provinciale verkiezingen van 1991 leverde nog meer intern rumoer op. Toen het kabinet vervolgens wilde ingrijpen in de WAO ontstond in de PvdA in de zomer van 1991 een crisis die het einde van het voorzitterschap van Sint inluidde. Ze was op vakantie in Italië en was onbereikbaar. In augustus 1991 besloot ze op te stappen. Het voorzitterschap werd aanvankelijk waargenomen door vicevoorzitter en Tweede Kamerlid Frits Castricum. Een half jaar later werd ze opgevolgd door Felix Rottenberg.
Sint keerde niet terug in de politiek. Ze werkte onder meer als gemeentesecretaris voor de gemeente Amsterdam. Van 2000 tot eind 2006 was zij secretaris-generaal van het ministerie van Volkshuisvesting, Ruimtelijke Ordening en Milieubeheer. Begin 2007 heeft zij haar carrière voortgezet in de gezondheidszorg. Ze werd onder meer voorzitter van de Raad van Bestuur van de Isala klinieken in Zwolle. Sinds april 2014 is ze voorzitter van de Vereniging Samenwerkende Topklinische opleidingsZiekenhuizen (STZ) en tevens van de Transitie Autoriteit Jeugd.
Van 2008 tot 2015 was Sint vicevoorzitter van de Raad van Commissarissen van Bouwinvest. Van 2014 tot 2018 was ze lid van de Raad van Commissarissen van De Friesland Zorgverzekeraar en voorzitter van het bestuur van PBLQ. Van 2012 tot 2015 was ze lid en vicevoorzitter van de Raad van Commissarissen van de BNG Bank en vanaf 2015 is zij er president-commissaris. Sedert 2018 is Sint voorzitter van de Raad van Commissarissen van de pensioenuitvoeringsorganisatie PGGM. Sinds 1999 is zij gehuwd met Piet Claeys, psycholoog.
- Parlement.com: vg09lm09e9uw